# ویتک

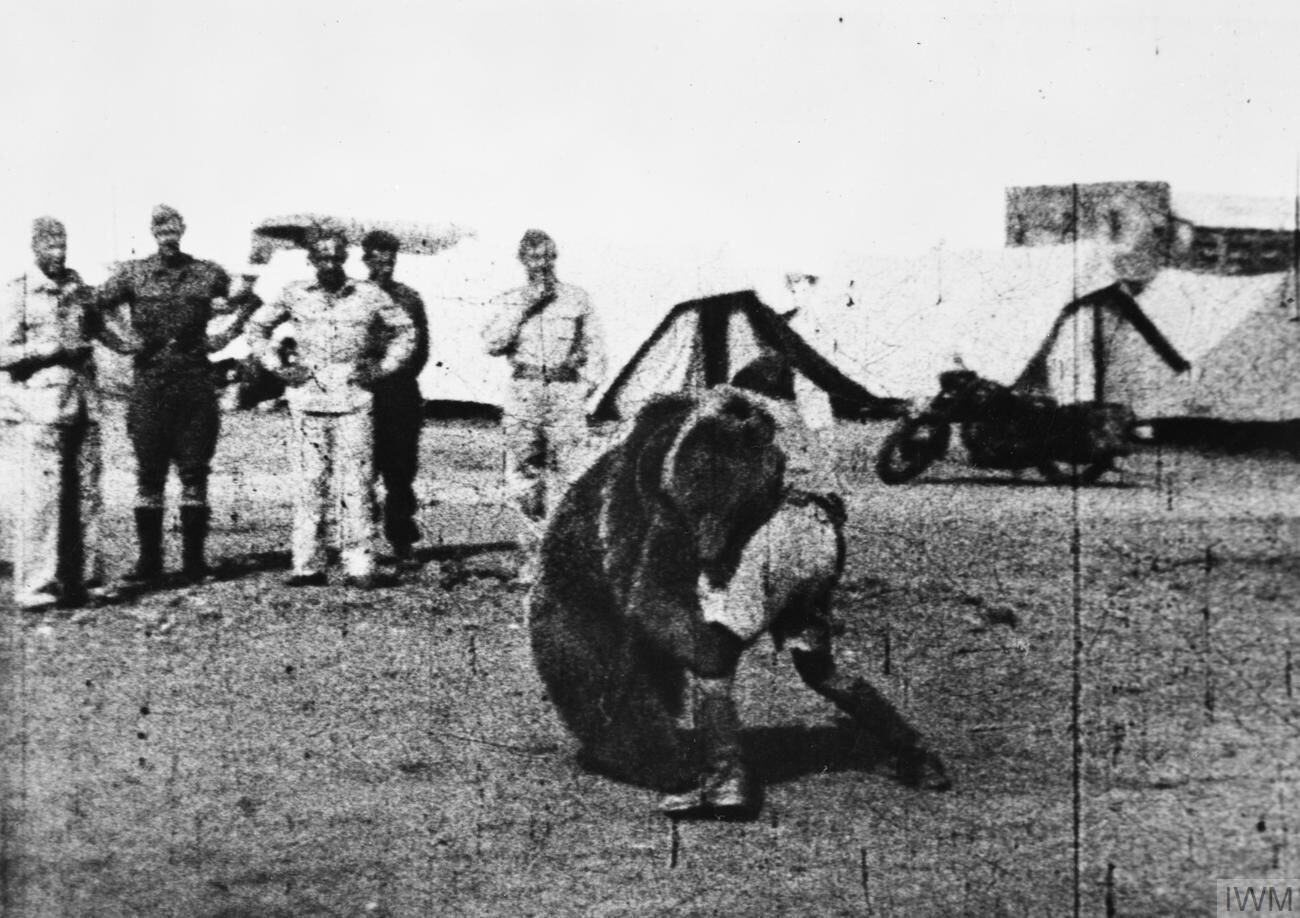
ویتک در تمرینات نظامی هم شرکت کرده و با همرزمانش کشتی می‌گرفت.

ویتک در حال حمل توپ برای توپخانه. نشانی که بر روی خودروهای گروهان ۲۲ پشتیبان توپخانه ارتش لهستان نقش بسته بود.

وُیتک (به لهستانی: Wojtek) یک خرس قهوه‌ای ایرانی بود که در ارتش لهستان به خدمت مشغول گردید و در نبرد مونته کاسینو شرکت نمود. وی در سال ۱۹۴۲ میلادی توسط پسر بچه‌ای در نزدیکی همدان در ایران پیدا شد و در ازای تنها ۲ قوطی کنسرو گوشت به سربازان لهستانی که در اطراف شهر مستقر شده بودند فروخته شد. وی مورد توجه سربازان قرار گرفت و پس از مدتی به عنوان سمبل خوش‌یمنی در کلیه واحدهای مستقر در آن حوالی شناخته شد و به همین روی ویتک به‌طور رسمی به عضویت گروهان ۲۲ پشتیبانی توپخانه ارتش لهستان درآمد. ویتک به همراه ارتش به عراق، سوریه، فلسطین، و جنوب ایتالیا رهسپار شد.
نام ویتک از زبان اسلاوی باستان گرفته شده و به معنای «کسی که جنگ را دوست دارد» یا «جنگجوی خندان» است. غذای ویتک میوه، عسل، شربت و مارمالاد بود و جایزه او آبجو بود که نوشیدنی مورد علاقه وی به‌شمار می‌آمد. او همچنین سیگار کشیدن و خوردن سیگار را هم دوست داشت. از آنجا که ویتک سرباز رسمی ارتش لهستان بود در چادر به همراه سربازان یا در جعبه چوبی مخصوصی که مختص به وی بود، می‌خوابید. جابجایی او نیز به وسیلهٔ کامیون‌های بارکش انجام می‌گرفت. او در نبرد مونته کاسینو با حمل جعبه‌های مهمات به کمک همرزمانش می‌پرداخت و گفته می‌شود که هیچگاه سبب افتادن جعبه‌ای نگردید. فرماندهی ارتش به‌دنبال اطلاع از محبوبیت ویتک، تصویر خرسی که حامل یک گلوله توپ جنگی بود را به عنوان نماد گروهان ۲۲ توپخانه ارتش لهستان برگزید.
پس از پایان جنگ جهانی دوم، تعدادی از سربازان این واحد و ویتک به اسکاتلند منتقل شده و در روستای هوتون مستقر شدند. خیلی زود ویتک نظر مردم محلی و مطبوعات را بخود جلب نمود. پس از ترک خاک اسکاتلند توسط سربازان لهستانی، ویتک در ۱۵ نوامبر ۱۹۴۷ به باغ وحش ادینبرگ سپرده شد. او باقی عمر خود را آنجا گذراند جایی که روزنامه‌نگاران و همرزمانش که گاهی برای او سیگار پرتاب می‌کردند، به ملاقات وی می‌آمدند. ویتک در دسامبر ۱۹۶۳ درگذشت درحالی‌که ۵۰۰ کیلوگرم وزن و ۱۸۰ سانتیمتر قد داشت.
توجه مطبوعات به وی بر محبوبیت او افزود و وی چندین بار مهمان بی‌بی‌سی شد. از میان نشان‌های گرامی‌داشت وی، می‌توان به لوح نشان او در موزه سلطنتی جنگ و موزه جنگ کاناداییان در اتاوا اشاره نمود. گفته می‌شود که پرنس چارلز در هنگام بازدید از موزه سلطنتی به همراه دو پسرش، از راهنما خواسته است که داستان ویتک را بازگو نکند چرا که هر سه آن‌ها او را می‌شناسند.

## نگارخانه
- در پارک جردن، کراکوف
- در ژاگانی
- در شچچین
- در ورشو نیوتاون در همسایگی ورشو
- نزدیک پیش دبستانی به نام او در منطقه اوخوتای ورشو
- رونمایی از مجسمه ویتک در سوپوت
- در شیمباک

- پلاک در موزه سلطنتی جنگ، لندن
- مجسمه دیوید هاردینگ در موزه سیکورسکی لندن
- مجسمه یادبود، باغ‌های خیابان پرینس وست، ادینبرگ، اسکاتلند، ۲۰۲۲
- در دانز، اسکاتلند